# زبان‌های سوئیس
چهار زبان ملی سوئیس، عبارتند از آلمانی، فرانسوی، ایتالیایی و رومانش. همهٔ اینها به جز رومانش، در سطح ملی در نظام فدرال کنفدراسیون سوئیس جایگاهی برابر دارند. در برخی شرایط لاتین استفاده می‌شود، مخصوصاً به عنوان زبانی برای اشاره به کل کشور.
در سال ۲۰۲۳، ۸۰٪ از جمعیت سوئیس گویشوران آلمانی (۶۹٪ به آلمانی سوئیسی و ۱۱٫۱٪ به آلمانی استاندارد در خانه صحبت می‌کنند)، ۱۵٪ فرانسوی، ۴/۵٪ ایتالیایی و ۰٫۵٪ رومانش زبانند. منطقه آلمانی (Deutschschweiz) حدوداً در شرق، شمال و مرکز؛ بخش فرانسوی (la Romandie) در غرب و ناحیهٔ ایتالیایی (Svizzera italiana) در جنوب قرار دارند. جمعیت کوچک رومانش زبانی در Graubünden در شرق باقی می‌ماند. کانتون‌های کانتون فریبورگ, کانتون برن و کانتون وله رسماً دو زبانه اند؛ ; کانتون گراوبوندن رسماً سه زبانه است.

زبان‌های سوئیس شامل چهار زبان ملی و رسمی آلمانی، فرانسوی، ایتالیایی و رومانش هستند. سه زبان اول (آلمانی، فرانسوی و ایتالیایی) در سطح فدرال جایگاهی برابر دارند و زبان رومانش جایگاه محدودی در استان کانتون گراوبوندن دارد.  در برخی شرایط، از زبان لاتین برای اشاره به کل کشور (مانند Confoederatio Helvetica) استفاده می‌شود.
بر پایه سرشماری سال ۲۰۲۳، حدود ۸۰٪ از جمعیت سوئیس گویشوران آلمانی (۶۹٪ به آلمانی سوئیسی و ۱۱٪ به آلمانی معیار)، ۱۵٪ فرانسوی، ۴٫۵٪ ایتالیایی و ۰٫۵٪ رومانش‌زبان هستند.  کانتون‌های فریبورگ، برن و وله رسماً دو‌زبانه‌اند و کانتون گراوبوندن رسماً سه‌زبانه است.

## تاریخچه
چندزبانی سوئیس ریشه در تاریخ پیچیده این کشور دارد. پس از دوران امپراتوری روم، زبان‌های لاتینی در مناطق غربی و جنوبی باقی ماندند، در حالی‌که زبان‌های ژرمنی در شرق و مرکز گسترش یافتند.  در سال ۱۹۳۸، زبان رومانش به‌عنوان زبان ملی به رسمیت شناخته شد تا از انقراض آن جلوگیری شود.

## زبان‌های ملی

### آلمانی
حدود ۸۰٪ از جمعیت سوئیس به آلمانی صحبت می‌کنند. بیشتر مردم از آلمانی سوئیسی (گویش‌های آلمانی علیا) استفاده می‌کنند و درصد کمی در خانه به آلمانی معیار صحبت می‌کنند.

### فرانسوی
زبان فرانسوی حدود ۱۵٪ از جمعیت را شامل می‌شود و بیشتر در بخش غربی (la Romandie) رواج دارد. کانتون‌های ژنو، وو و نوشاتل عمدتاً فرانسوی‌زبان هستند.

### ایتالیایی
حدود ۴٫۵٪ از جمعیت به ایتالیایی سوئیسی صحبت می‌کنند. بیشتر گویشوران در کانتون تیچینو و بخش جنوبی گراوبوندن زندگی می‌کنند.

### رومانش
کمتر از ۱٪ جمعیت به رومانش صحبت می‌کنند. این زبان عمدتاً در بخش‌هایی از کانتون گراوبوندن حفظ شده‌است و دولت برای حفاظت از آن بودجه اختصاص می‌دهد.

## توزیع جغرافیایی
- منطقه آلمانی‌زبان (Deutschschweiz) در شمال، شرق و مرکز سوئیس.
- منطقه فرانسوی‌زبان (la Romandie) در غرب.
- منطقه ایتالیایی‌زبان (Svizzera italiana) در جنوب.
- مناطق کوچک رومانش‌زبان در گراوبوندن.

## زبان‌های مهاجران
به دلیل مهاجرت، چندین زبان خارجی در سوئیس حضور پررنگ دارند:
- انگلیسی: ۵٫۴٪
- پرتغالی: ۳٫۷٪
- آلبانیایی: ۳٫۲٪
- صربی‌کرواتی: ۲٫۵٪
- اسپانیایی: ۲٫۴٪
- سایر زبان‌ها: ۷٫۷٪[۱۱]

## سیاست‌های زبانی
ماده ۴ قانون اساسی سوئیس چهار زبان ملی را به رسمیت می‌شناسد. ماده ۷ «قانون زبان‌ها» (Sprachengesetz) نیز بر برابری این زبان‌ها در سطح فدرال تأکید می‌کند.  همه اسناد رسمی دولت فدرال باید به آلمانی، فرانسوی و ایتالیایی منتشر شوند. رومانش در ارتباط با گویشورانش نیز پذیرفته می‌شود.

## آموزش و رسانه
در مدارس، دانش‌آموزان علاوه بر زبان مادری، باید یک زبان ملی دیگر و زبان انگلیسی را بیاموزند.  رسانه‌های ملی نیز چندزبانه‌اند:
- SRF به آلمانی
- RTS به فرانسوی
- RSI به ایتالیایی
- RTR به رومانش